# Ljevičarski nacionalizam
Ljevičarski nacionalizam  opisuje oblik nacionalizma koji se temelji na jednakosti, narodnim suverenitetu i nacionalnim samoodređenju. i obično zagovara protu-imperijalizam.  Svoje korijene vuče od jakobinaca iz Francuske revolucije. Općenito, to su sustavi koji nacionalizam kombiniraju s lijevo-liberalnim sustavom vrijednosti.
Poznati ljevičarski nacionalistički pokreti u povijesti su uključene Indijski nacionalni kongres koji se je borio za nezavisnost Indije pod Gandhijem, Afrički nacionalni kongres u Južnoj Africi po vodstvom Nelsona Mandele kojie se borio protiv apartheida.
Ljevičarski je nacionalizam pojavio u i autoritarnim oblicima. Arapska socijalistička stranka Ba'ath u Siriji i Iraku je zagovarala pan-arapski nacionalizam i državni socijalizam. Josip Broz Tito kao vođa Jugoslavije i Savez komunista Jugoslavije predstavljao je ljevičarski nacionalizam.

## Vanjske poveznice
- HKD:Koncept dobronamjernog nacionalizma